# Webster (Wisconsin)
Webster es una villa ubicada en el condado de Burnett en el estado estadounidense de Wisconsin. En el Censo de 2010 tenía una población de 653 habitantes y una densidad poblacional de 142,93 personas por km².

## Geografía
Webster se encuentra ubicada en las coordenadas 45°52′48″N 92°21′47″O / 45.88000, -92.36306. Según la Oficina del Censo de los Estados Unidos, Webster tiene una superficie total de 4.57 km², de la cual 4.57 km² corresponden a tierra firme y (0%) 0 km² es agua.

## Demografía
Según el censo de 2010, había 653 personas residiendo en Webster. La densidad de población era de 142,93 hab./km². De los 653 habitantes, Webster estaba compuesto por el 90.35% blancos, el 1.84% eran afroamericanos, el 3.83% eran amerindios, el 0.15% eran asiáticos, el 0% eran isleños del Pacífico, el 0.92% eran de otras razas y el 2.91% pertenecían a dos o más razas. Del total de la población el 1.99% eran hispanos o latinos de cualquier raza.